# Gornja vas (Šmarje pri Jelšah, Slovenija)
Gornja vas je naselje u slovenskoj Općini Šmarje pri Jelšahu. Gornja vas se nalazi u pokrajini Štajerskoj i statističkoj regiji Savinjskoj. 

## Stanovništvo
Prema popisu stanovništva iz 2002. godine naselje je imalo 146 stanovnika.